# Škoda MissionL
Škoda MissionL – koncepcyjny samochód osobowy klasy kompaktowej marki Škoda Auto zaprezentowany podczas targów motoryzacyjnych we Frankfurcie w 2011 roku. Auto wypełniło poprzez model Rapid lukę pomiędzy Fabią a Octavią. Pojazd został zbudowany na płycie podłogowej Volkswagena Polo. 

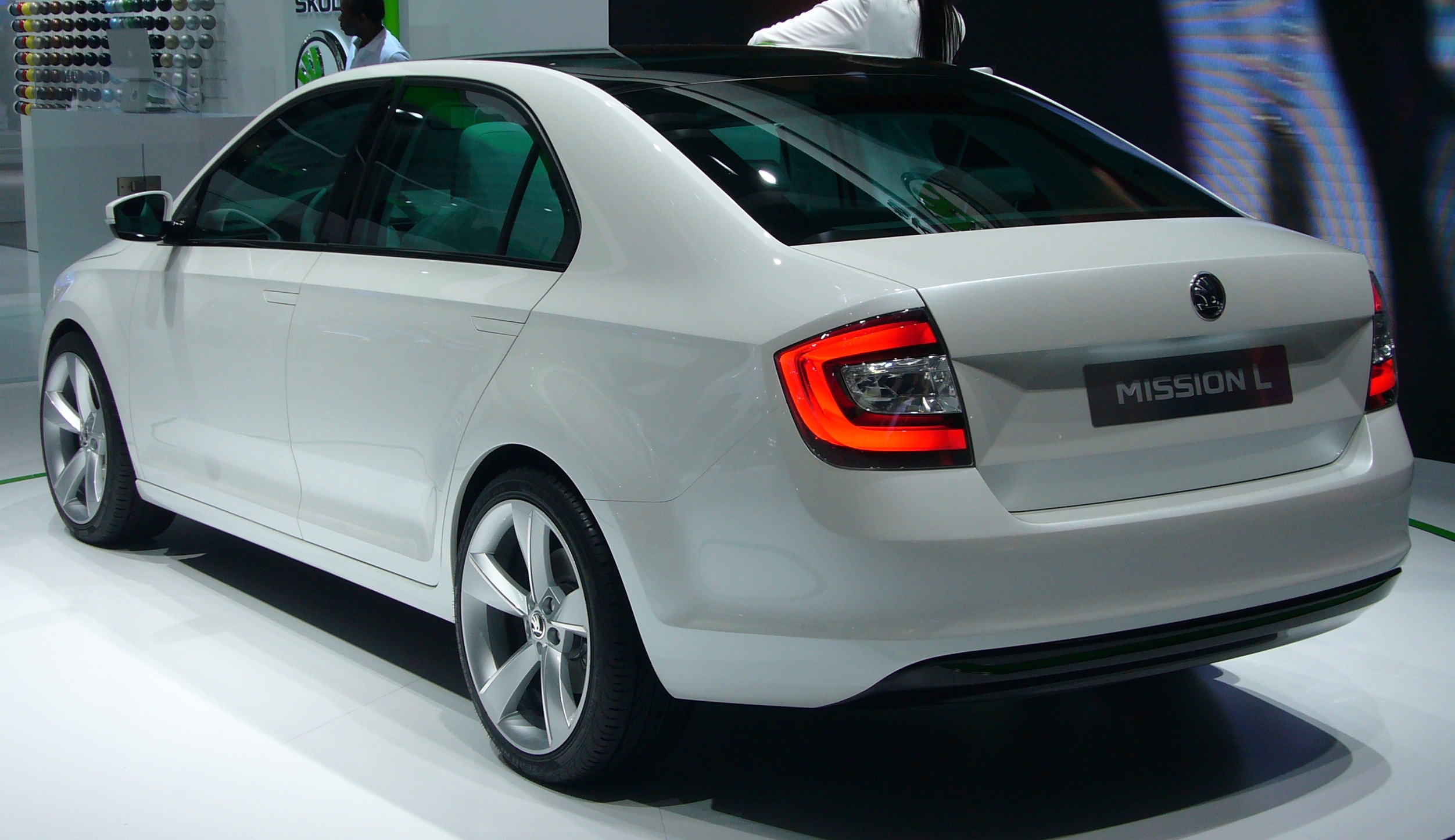
Tył MissionL

Przeznaczeniem auta jest zmotoryzowanie rynków wschodzących m.in. Indii. Będzie to auto światowe oferowane na całym świecie w prawie niezmienionej formie. 